# Hannah Stocking
Hannah Stocking (n. 4 februarie 1992, Los Angeles, California, SUA) este un model și youtuber american. Are peste 7,4 milioane de abonați pe YouTube.